# Chrysopa chacranella
Chrysopa chacranella är en insektsart som beskrevs av Banks 1915. Chrysopa chacranella ingår i släktet Chrysopa och familjen guldögonsländor. Inga underarter finns listade i Catalogue of Life.